# Moucherolle des Santa Marta
Myiotheretes pernix
Espèce
Statut de conservation UICN

 EN B1ab(i,ii,iii,v);C2a(ii) : En danger
Le Moucherolle des Santa Marta (Myiotheretes pernix), appelé également Moucherolle de Bangs, est une espèce d’oiseaux de la famille des Tyrannidae.

## Répartition
Cette espèce est endémique de Colombie.